# Грузинская рукописная книга

Моквски Четвероглав - одно из самых выдающихся Евангелий по своему формату, с обилием миниатюр.

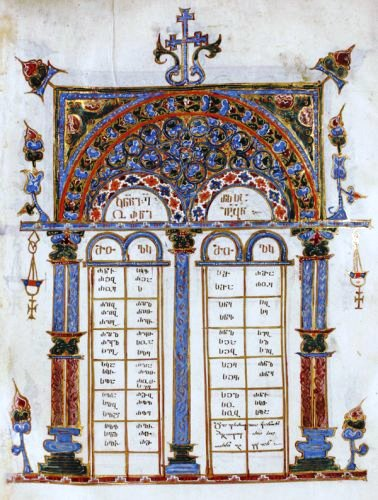
Алавердский черверогав, "Законы"

Грузинская рукописная книга (груз. ქართული ხელნაწერი წიგნი) — грузинские рукописные традиции и книжное искусство XVI века, их возникновение и дальнейшее изменение связаны со многими аспектами развития общественной жизни Грузии — религиозной и политической ориентацией, социальными отношениями, образовательными тенденциями, развитием художественного мышления и материальной культуры. В грузинских рукописях представлена как церковная, так и светская литература. Многие церковные рукописи сохранились до наших дней, в то время как светские рукописи, существование которых упоминается в различных летописях, в основном утеряны.
По рукописным книгам можно судить о живом интересе грузинского общества к разным отраслям литературы (агиография, гимнография, аскетика, гомилетика, библиология, догматика, богословие, экзегетика, философия, каноника, полемика, светская художественная литература, летописи, лексикология, грамматика, право, география, медицина, астрономия и т. д.).

## История
Развитие оригинальной литературы в Грузии было связано с признанием христианства в качестве государственной религии в Картли-Иберии (326 год). В первой половине V века была создана грузинская письменность. С тех пор грузинская культура, которая развивалась в контексте тесных торговых и политических отношений со странами Средиземноморья, отказалась от использования уже хорошо известных ей систем алфавита — и создала собственное алфавитное письмо. Первые письменные памятники — эпиграфические надписи или рукописи, относящиеся к V—VI векам. Фрагменты старых книг сохранились на нижнем слое листов палимпсеста.
Грузинская рукописная книга создавалась наряду с мировой цивилизационной средой. Чтобы усваивать христианское мировоззрение, она с самого начала, то есть с V века, обратила своё внимание на важнейшие центры христианства, а затем, на протяжении всего средневековья, развивалась ориентируясь на восточно-христианский мир (Сирия-Палестина) и поддерживая тесные культурные связи с Константинополем. Следовательно, в грузинской рукописи сохранились такие памятники раннехристианской письменности, тексты которых на других языках — греческом, сирийском, арабском, коптском, латинском, армянском или славянском — сегодня считаются утраченными. На протяжении всей ее долгой истории она обменивалась опытом с письменными культурами Ближнего Востока и Византии и полностью усвоила разнообразный материал книги, отражающий её познавательно-образовательную функцию, а также её художественный дизайн и производственные процессы.
Привнесённые извне и местные традиции, переплетались в Тао-Кларджети, где во всех монастырях в IX—X вв создавались крупные скриптории со своими собственными традициями, таким образом создавая огромное количество рукописей. Государственное значение церковно-монашеской жизни обусловило финансовое участие высшего феодального круга в копировании и создании книги. Книга стала одним из основных столпов государственного и культурного статуса, что способствовало существованию рукописей разной формы и назначения, в частности, параллельно с монашескими книгами повседневного обихода формировались небольшие, простые монашеские, богато украшенные, специально переплетенные «парадные» книги и личные книги.

Средневековая грузинская литература и письменная культура, как и политическая жизнь, были ориентированы не только на познание христианской мысли, но и на изучение хорошо известных и ближайших соседних (исламских персидско-арабских) письменных культур.

Ханмети четвероглав, фрагментарный текст Евангелия на нижнем слое палимпсеста, датируемый VI—VII вв.

В позднем средневековье грузинская литературная традиция обратила внимание на европейские тенденции и опыт. Связь с европейской культурой способствовала развитию гравюры и книгопечатания грузинских рукописей.
Сегодня известно около 11 тысяч экземпляров грузинских рукописных книг, которые хранятся как в Грузии, так и за рубежом. Основное хранилище и научно-исследовательское учреждение — Грузинский национальный центр рукописей. Он служит исследованию и сохранению грузинских рукописей более 50 лет.